# Schloss Grohnde

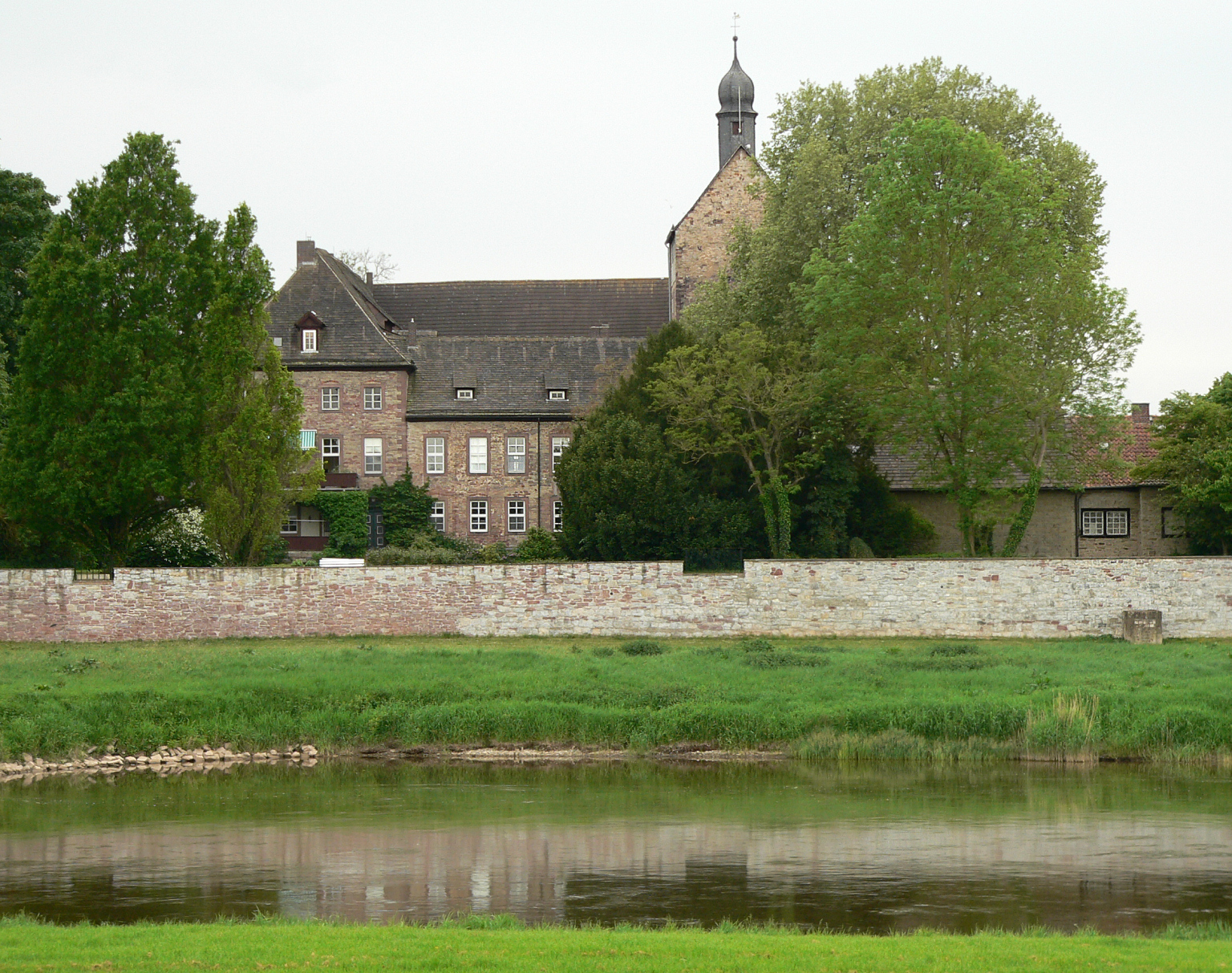
Schloss Grohnde an der Weser (2016)

Das Schloss Grohnde liegt in Grohnde und grenzt an die Weser. Vom 17. bis ins 19. Jahrhundert diente es als Sitz des Amtes Grohnde. Heute gehört die Schlossanlage dem Land Niedersachsen, das sie als Staatsdomäne verpachtet.

## Beschreibung

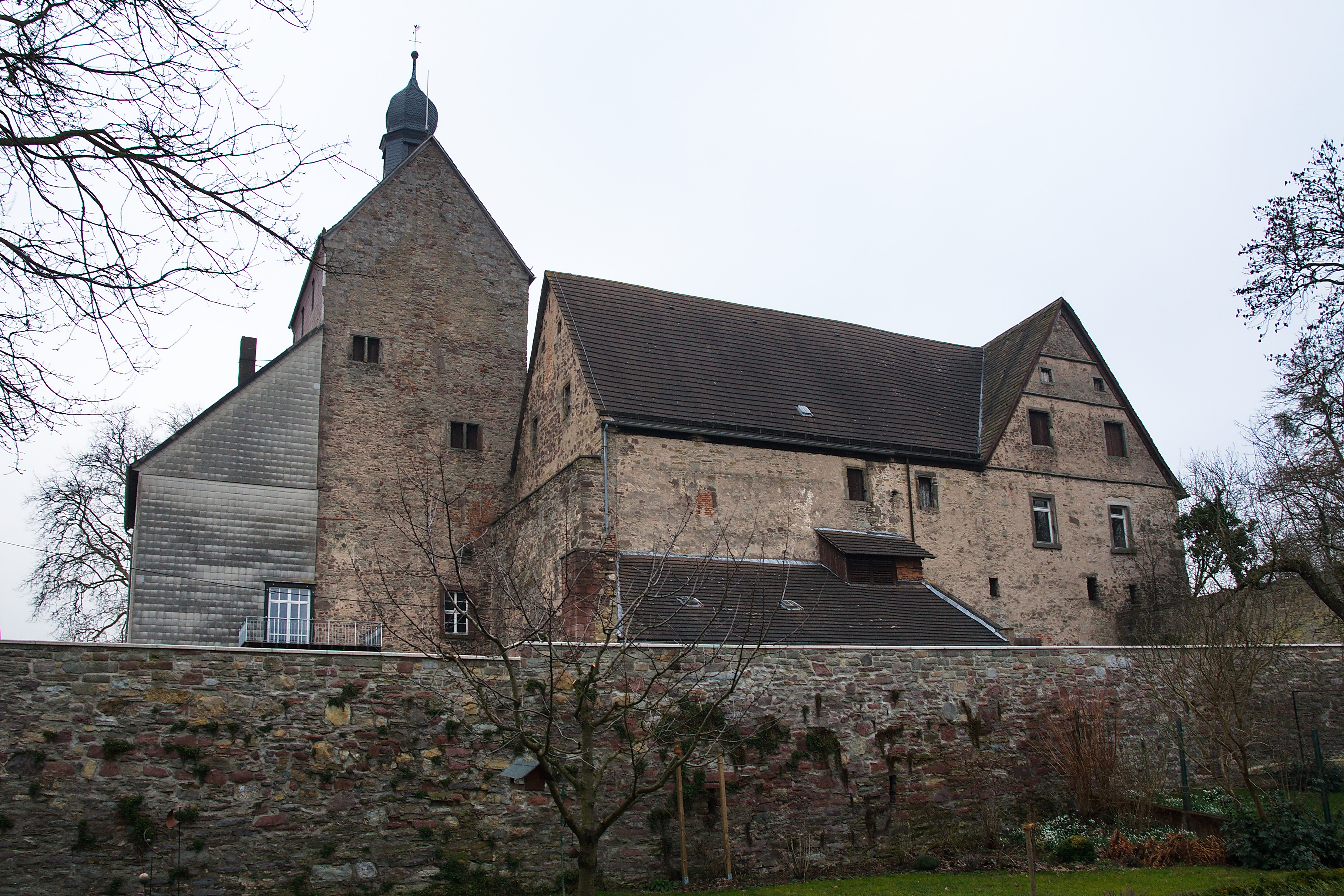
Weserabseits (2011)

Das heute am Rand des Hochufers stehende Schloss soll ursprünglich auf einer Insel in der Weser gelegen haben, im 18. Jahrhundert sollen noch Reste einer Brücke über den heute verlandeten, westlichen Weserarm zu sehen gewesen sein.
Das heutige Schloss ist eine schmucklose Vierflügelanlage mit quadratischem Innenhof. Der mächtige Torturm mit Dachreiter im Nordflügel überragt die übrigen Gebäude. Im Zentrum der Anlage befindet sich das ehemalige Amts- und Pächterhaus der heutigen Domäne. Die Vierflügelanlage ist dreigeschossig und teilweise aus Fachwerk ausgeführt. Der Ostflügel öffnete sich ursprünglich mit drei Rundbögen unter einer hölzernen Galerie zum Hof hin.
Die mittelalterliche Burg bestand ursprünglich aus einer Vierflügelanlage, die von Wall und Graben umgeben war. Schwach erkennbare Reste dieser Fortifikation befinden sich noch in dem südlich anschließenden Parkgelände. Der heutige fünfstöckige Torturm ist das einzige sichere Überbleibsel der mittelalterlichen Burg. Das oberste Geschoss aus Fachwerk stammt wohl erst aus dem Jahr 1649, genauso wie das dem Turm nördlich vorgelagerte Fachwerkgebäude. Weitere Burgreste finden sich vermutlich in den hofseitigen Wänden der übrigen Trakte der Vierflügelanlage.
Südlich des Schlosses an der Weser befindet sich ein der ehemalige Landschaftspark des Schlosses und nördlich die Grohnder Fähre, wo vom 15. bis 17. Jahrhundert die Grohnder Weserbrücke stand. Das gesamte Schloss- und Parkgelände ist von einer Bruchsteinmauer umgeben.

## Baugeschichte
Die ältesten Teile der Burg stammen aus der ersten Hälfte des 14. Jahrhunderts. Darunter befinden sich der Nordflügel mit Torturm und der Ostflügel des heutigen Baubestands. Wahrscheinlich ergänzten zwei nicht mehr erhaltene Trakte diese Baukörper zu einer Vierflügelanlage.
1477 ist eine Burgkapelle bezeugt, die vermutlich im Bereich des heutigen Südflügels stand. Für die Zeit von 1492 bis 1498 sind Renovierungs- und Ausbauarbeiten überliefert, unter anderem wurde ein Wirtschaftshaus auf der Burgmauer errichtet. 1556 erfolgte der Abbruch der alten Kapelle und ein Neubau im Forstmeistergarten an der Weser. Von 1557 bis 1559 wurde die Anlage zum geschlossenen Viereck ausgebaut, wobei zwei nicht unterkellerte Flügel im Süden und Westen hinzugefügt wurden. Bis 1649 wurden die Flügel im Osten und Norden bis an den Torturm abgerissen und ein neuer Flügel auf der Weserseite sowie ein Pförtnerhaus errichtet. 1684 erfolgte eine nachträgliche Unterkellerung des Südflügels. Vermutlich im 18. Jahrhundert wurde der Ostflügel umgebaut und die repräsentative Fassade mit zwei Eckrisaliten an der Weserseite hinzugefügt. 1838 wurde das bisherige Gefängnis zugunsten einer Amtsschreiberwohnung abgerissen. Nach dem Neubau einer Pfarrkirche im Ort wurde 1847 die Burgkapelle aufgegeben. Die Gebäude des heutigen Wirtschaftshofs im Norden des Schlosses stammen aus dem 18. bis 20. Jahrhundert.

## Geschichte

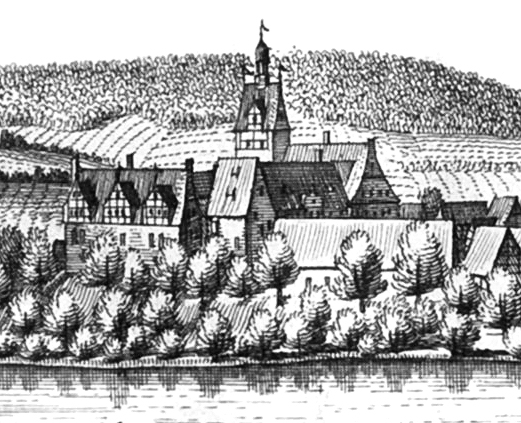
Schloss Grohnde, Stich von Matthäus Merian (1654)

Die Burg wird erstmals 1358 erwähnt, sie war ursprünglich im Besitz der Familie von Hake. 1395 wird sie von der Abtei Corvey an das Herzogtum Braunschweig-Lüneburg übertragen. 1420 nahm sie der Hildesheimer Bischof bei einer Fehde zwischen ihm und den Herzögen ein. Von 1433 bis 1567 war das Schloss von den Herzögen an die Hildesheimer Bischöfe verpfändet, denen es als Brückenkopf auf dem linken Weserufer diente. In der Hildesheimer Stiftsfehde wurde das Schloss 1521 durch den Hildesheimer Bischof erobert und 1523 durch Herzog Erich I. von Braunschweig-Calenberg-Göttingen zurückgewonnen. 1530 wurde Grohnde zum Amtssitz und später zur Staatsdomäne.
Von 1557 bis 1559 wurde ein dreigeschossiger Anbau errichtet, wobei nicht bekannt ist, ob dabei mittelalterliche Grundmauern einbezogen wurden. Später baute der Kriegsobrist Georg von Holle das Schloss weiter aus. Vor und nach ihm saßen die von Münchhausen auf dem Besitz. Letzter Pfandinhaber war Statius von Münchhausen, der das Amt des Drosten ausübte. Im Jahre 1619 wurde das Lehen eingezogen und das Amt Grohnde gegründet, das während seines Bestehens bis ins 19. Jahrhundert seinen Sitz im Schloss hatte.